# تبرج
تَبَرُّج در اسلام غالباً به معنای «جلوه‌گری» آمده است؛ بدین‌گونه که زن خود را از بالای برج (ساختمان)، متبرّج (جلوه‌گر) می‌سازد. تبرّج در دو آیه از آیات حجاب قرآن ذکر شده است.

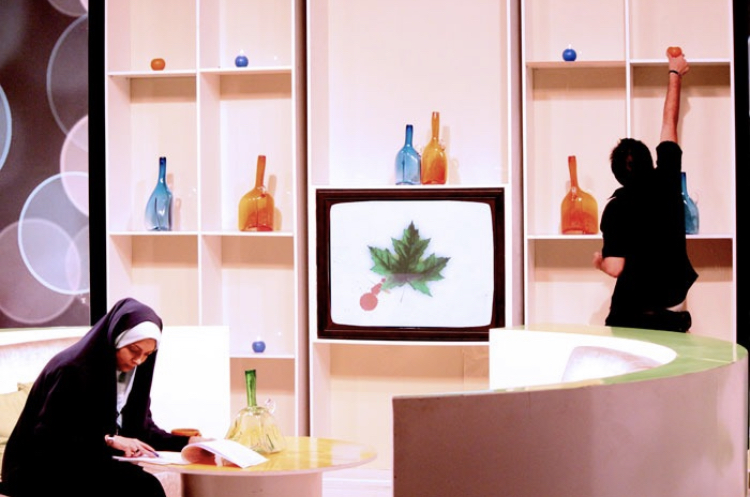
آزاده نامداری (زادهٔ ۱۳۶۳ - درگذشتهٔ ۱۴۰۰) در برنامهٔ غیرمنتظره (شبکهٔ دو سیما، ۱۳۸۹). وی که مجری برنامهٔ یادشده بود در یکی از قسمت‌های آن با چادر قهوه‌ای‌رنگ ظاهر شد. این امر موجب گردید تا گروه‌هایی وی را به تبرّج متهم کنند. نامداری پس از آن همواره از چادر مشکی استفاده می‌کرد.

## چیستی تبرّج
دربارهٔ تبرّج به معنای «جلوه‌گری»، راغب اصفهانی (زادهٔ ۳۳۳ه‍.ش/۹۵۴م) در کتاب المفردات این‌چنین آورده است:
تَبَرَّجَتِ المرأة یعنی در نمایان ساختنِ زیبایی‌های خویش همانندِ ستارگان گردید. و گفته شده به معنای این است که زن از بالای برج یعنی عمارتِ خویش ظاهر شده است؛ بر همین معنا دلالت می‌کند سخنِ خداوندِ متعال: [۳۳ احزاب و ۶۰ نور].
در دورهٔ جاهلیت معمول بود زنان از درون خانه و در برابر پنجره‌ها و درها اندام برهنهٔ خود را برای رهگذران جلوه‌گر سازند. تَبَرُّج همچنین به معنای «با تکبر و تبختر راه رفتن» نیز نقل شده است. با این همه، سید محمدحسین طباطبایی معنای گسترده و مُوَسَّعی از جلوه‌گری را دربارهٔ تبرّج منظور می‌دارد و در المیزان می‌نویسد:
کلمهٔ تَبَرُّج به معنای ظاهر شدن در برابرِ مردم است، همان‌طور که برجِ قلعه برای همه هویداست.

## تبرّج جاهلیّت نخستین
قرآن، از تبرّجی موسوم به تبرّج جاهلیّت نخستین نیز نام می‌برد. در این باره در آثاری همچون تفسیر تبیان اثر شیخ طوسی (زادهٔ ۳۷۴ه‍.ش/۹۹۵م) آمده است:
 و گفته شده تبرّجِ جاهلیتِ اولیٰ آن بود که اهلِ جاهلیت انجام داده و تجویز می‌کردند که یک زن، جمع کند میانِ شوهر و رفیقش. پس پایین‌تنهٔ خود را برای شوهرش قرار دهد [تا دخول کند] و بالاتنهٔ خود را در اختیارِ رفیقش بگذارد تا ببوسد و در آغوش کشد. پس خدای تعالی، همسرانِ پیامبر صَلَّی اللهُ عَلَیه را از آن عمل نهی کرد.
مکارم شیرازی، تبرّج جاهلیت نخستین را نمایان شدن گلو و گردنبند و گوشواره‌های زنان عرب جاهلی، بر اثر سهل‌انگاری آنان در بستن روسری می‌داند.

## آیات تبرّج در قرآن
کلمهٔ تبرّج در دو آیه از قرآن - که جزو آیات حجاب هستند - آمده است:
- سورهٔ احزاب، آیهٔ ۳۳:

[خطاب به همسران پیامبر اسلام:] و در خانه‌های خویش آرام گیرید و مانندِ جلوه‌گریِ جاهلیتِ نخستین، جلوه‌گری نکنید…
- سورهٔ نور، آیهٔ ۶۰:

و نشستگان از زنانی که چشم‌داشت به آمیزشی ندارند، بر ایشان باکی نیست که پوشاک‌های خود را بیندازند بدونِ آنکه جلوه‌گرانِ اندامی باشند، و اگر خودداری کنند برایشان بهتر است، و خدا شنوای داناست.
در ظاهر این آیات، منحصراً به دو شیوه نهی شده است: یکم «تبرّج جاهلیت نخستین از سوی زنان محمد» و دوم «تبرّج با اندام‌نمایی از سوی قواعد زنان» که منظور از قواعد، زنان نشسته در خانه یا برابر نظر مشهور فقها زنان یائسه بوده‌اند. با این همه، در ادبیات فقهی، تبرّج به هر شیوه‌ای جز برای شوهر مذموم است.

## بن‌مایه‌ها
1. ↑  تفسیر بیضاوی، ناصرالدین عبدالله بیضاوی شیرازی (درگذشتهٔ ۶۶۵ه‍.ش/1286م)، بیروت: دارالفکر، ۵ جلد، جلد ۲، ص۲۲۱
2. ↑  تفسیر غریب‌القرآن، فخرالدین طُرِیحی نجفی (زادهٔ ۹۵۰ه‍.ش/1571م)، تصحیح محمدکاظم طریحی، قم: انتشارات زاهدی، ص۱۵۱
3. ↑  تفسیر روح‌المعانی، شهاب‌الدین آلوسی بغدادی (زادهٔ ۱۱۸۱ه‍.ش/1802م)، بیروت: اداره الطباعه المنیریه - احیاء التراث العربی، ۳۰ جلد، جلد ۲۲، ص۸
4. ↑  تفسیر قرآن مهر، محمدعلی رضایی اصفهانی و دیگران، قم: نشر پژوهش‌های تفسیر و علوم قرآن، ۱۳۸۷، ۲۴ جلد، جلد ۱۶، ص۳۴۷، کتابخانهٔ دیجیتال نور
5. ↑  مشکل از زمانی‌است که چادر، وسیلهٔ تبرج شد بایگانی‌شده  در ۲۱ نوامبر ۲۰۲۱ توسط Wayback Machine، امیرعلی ناقدی، تارنمای نیلکوه
6. ↑  واکنش مجری برنامهٔ غیرمنتظره به انتقادها از رنگ چادرش، ۲۲ تیر ۱۳۸۹، صراط‌نیوز
7. ↑  المفردات فی غریب القرآن، راغب اصفهانی (زادهٔ ۳۳۳ه‍.ش/954م)، تصحیح صفوان عدنان الداودی، دمشق: دارالقلم، ۱۴۱۲ه‍.ق/۱۳۷۰، ص۱۱۵
8. ↑  حجاب شرعی در عصر پیامبر، امیرحسین ترکاشوند، اردیبهشت ۱۳۹۰، ص۴۲۷
9. ↑  تفسیر تبیان، شیخ طوسی (زادهٔ ۳۷۴ه‍.ش/995م)، بیروت: احیاء التراث العربی، ۱۰ جلد، جلد ۸، ص۳۳۹
10. ↑  تفسیر مجمع‌البیان، شیخ طَبرِسی (زادهٔ ۴۵۴ه‍.ش/1075م)، بیروت: مؤسسه الاعلمی للمطبوعات، ۱۰ جلد، جلد ۸، ص۱۵۵
11. ↑  بحارالانوار، محمدباقر مجلسی اصفهانی (مجلسی ثانی) (زادهٔ ۱۰۰۶ه‍.ش/1627م)، مؤسسه الوفا، ۱۰۴ جلد، جلد ۲۲، ص۱۷۶
12. ↑  جاهلیت، اسماعیل باغستانی، دانشنامهٔ جهان اسلام، بنیاد دایرةالمعارف اسلامی
13. ↑  ترجمهٔ تفسیر المیزان، سید محمدحسین طباطبایی تبریزی، ترجمهٔ سید محمدباقر موسوی همدانی، قم: جامعهٔ مدرسین حوزهٔ علمیهٔ قم، دفتر انتشارات اسلامی، ۲۰ جلد، جلد ۱۶، ص۴۶۲
14. ↑  ترجمهٔ تفسیر مجمع‌البیان، شیخ طَبرِسی (زادهٔ ۴۵۴ه‍.ش/1075م)، جمعی از مترجمان، تهران: انتشارات فراهانی، ۱۳۵۰ تا ۱۳۶۳، ۲۷ جلد، جلد ۲۰، ص۱۰۸
15. ↑  تفسیر مجمع‌البیان، شیخ طَبرِسی (زادهٔ ۴۵۴ه‍.ش/1075م)، بیروت: مؤسسه الاعلمی للمطبوعات، ۱۰ جلد، جلد ۸، ص۱۵۵
16. ↑  بحارالانوار، محمدباقر مجلسی اصفهانی (مجلسی ثانی) (زادهٔ ۱۰۰۶ه‍.ش/1627م)، مؤسسه الوفا، ۱۰۴ جلد، جلد ۲۲، ص۱۷۶
17. ↑  سفینةالبحار، شیخ عباس قمی، نشر اسوه، ۸ جلد، جلد ۱، ص۷۱۷
18. ↑  سیری دوباره در آیات حجاب، هما میرزاوزیری، نشریهٔ پژوهش‌های قرآنی، ۱۳۸۰، ش۲۷ و ۲۸، پرتال جامع علوم انسانی
19. ↑  جاهلیت در قرآن و تاریخ، علی گودرزی، فصل‌نامهٔ میقات حج وابسته به پژوهشکدهٔ حج و زیارت وابسته به حوزهٔ نمایندگی ولی فقیه در امور حج و زیارت، مهر ۱۳۸۸، سال هجدهم، ش۶۹، ص۵۷
20. ↑  تفسیر تبیان، شیخ طوسی (زادهٔ ۳۷۴ه‍.ش/995م)، بیروت: احیاء التراث العربی، ۱۰ جلد، جلد ۸، ص۳۳۹
21. ↑  تفسیر نمونه، ناصر مکارم شیرازی، تهران: دارالکتب الاسلامیه، چاپ ۳۲، ۱۳۷۴ه‍. ش، ۲۷ جلد، جلد ۱۷، ص۲۹۰
22. ↑  متن و ترجمه‌های آیهٔ ۳۳ احزاب
23. ↑  کتاب النکاح، ناصر مکارم شیرازی، قم: نشر مدرسهٔ علی‌بن‌ابی‌طالب، ۱۴۲۴ه‍.ق/۱۳۸۲، ۷ جلد، جلد ۱، ص۱۴
24. ↑  تفسیر رازی، فخرالدین رازی (زادهٔ ۵۲۸ه‍.ش/1149م)، بیروت: احیاء التراث العربی، ۳۲ جلد، جلد ۲۳، ص۲۰۵
25. ↑  مسئلهٔ حجاب، مرتضی مطهری (مجموعه آثار، جلد ۱۹، ص۴۸۱ در شرح رأی فخر رازی)
26. ↑  آیات‌الاحکام در آثار شهید مصطفی خمینی، علی‌اکبر ذاکری، نشریهٔ حوزه، ۲۰ شهریور ۱۳۷۶، ش۸۱، ص۱۰۸ (مورد ۴) و ۱۰۹
27. ↑  مستند تحریرالوسیله، سید مصطفی خمینی، مؤسسهٔ تنظیم و نشر آثار امام خمینی، ۲ جلد، جلد ۲، ص۴۲۳
28. ↑  معنای واژهٔ زینت در قرآن و پاسخ به نقدها، محمدباقر بهبودی، ۱۲ اردیبهشت ۱۳۹۸، تارنمای آثار محمدباقر بهبودی
29. ↑  تفسیر نمونه، ناصر مکارم شیرازی، تهران: دارالکتب الاسلامیه، چاپ ۳۲، ۱۳۷۴، ۲۷ جلد، جلد ۱۴، ص۴۳۹
30. ↑  متن و ترجمه‌های آیهٔ ۶۰ نور
31. ↑  ستر و ساتر، سید کاظم مصطفوی، درس خارج فقه ۲۵ آبان ۱۴۰۱
32. ↑  تبرّج و مصادیق آن با تأکید بر تفاسیر فقهی بایگانی‌شده  در ۲۱ نوامبر ۲۰۲۱ توسط Wayback Machine، حلیمه حیدری، دوفصل‌نامهٔ مطالعات پژوهشی زنان، ۱۳۹۴، سال دوم، ش۲، ص۷۹، سامانهٔ مدیریت نشریات علمی جامعة المصطفی العالمیه